# Тимашов, Дмитрий
Дмитрий (Дмитро) Тимашов (швед. Dmytro Timasjov, укр. Дмитро Тимашов; 1 октября 1996, Кировоград, Украина) — шведский хоккеист, рождённый на Украине, левый крайний нападающий.

## Игровая карьера
Дмитрий Тимашов родился на Украине в Кировограде. В раннем детстве переехал в Швецию, где и начал заниматься хоккеем. До 2013 года играл в юниорских и молодёжных клубах «Юргорден» и «МОДО». В Шведской хоккейной лиге Тимашов дебютировал за «МОДО» на следующий день после своего семнадцатилетия, 2 октября 2013 года, в матче против ХВ-71. В январе 2014 года Тимашов был отдан в аренду сначала в клуб «Мура», а потом сразу же в клуб «Бьёрклёвен».
Сезон 2014/15 Тимашов провел в клубе «Квебек Ремпартс» из Главной юниорской лиги Квебека. За «Квебек» Тимашов провёл 66 матчей, в которых набрал 90 (19+71) очков. По итогам сезона он получил «Мишель Бержерон Трофи» — приз лучшему атакующему новичку и «Кубок RDS» — приз лучшему новичку года.
6 января 2016 года Тимашов перешёл в другой клуб юниорской лиги Квебека «Шавиниган Катарактез».
26 июня 2015 года на драфте НХЛ Тимашова в пятом раунде выбрал «Торонто Мейпл Лифс».
4 июля 2024 года пресс-служба ХК «Сочи» объявила, что Тимашов подписал однолетний контракт с клубом.
16 августа Хоккейный Клуб "Адмирал"  объявил о подписании контракта с Тимашовым. 

## Личная жизнь
Отец — русский, мать украинка. Есть четверо братьев и сестёр.
Тимашов владеет тремя языками: русским, шведским и английским.

## Награды и достижения
На юниорском уровне:
- Лучший новичок QMJHL (Кубок RDS) - 2014–15
- Лучший атакующий новичок QMJHL (Мишель Бержерон Трофи) - 2014–15
- Сборная новичков QMJHL - 2014–15